# Абу Муса ел Ашари
Абу Муса Абд Алах ибн Кајс eл Ашари, познатији као Абу Муса ел Ашари (арапски: ابو موسى الاشعري) (умро око 662. или 672.), био је Мухамедов пратилац и важна личност у раној историји ислама. У различитим периодима био је гувернер Басре и Куфе и био је укључен у рана муслиманска освајања Персије.

## Живот
Абу Муса је потицао из Забида, области Јемена, где је његово племе, Ашаир, живело у преисламском периоду. Прихватио је ислам у Меки пре хиџре и вратио се у родни Јемен да проповеда своју веру. Више од деценије није било вести о њему све док није уследило освајање Хаџбара 628. године када је дошао код Мухамеда у Медину са више од педесет обраћеника из Јемена, укључујући његова два брата Абу Рухма и Абу Бурда.
Након освајања Меке 629. године, Абу Муса је именован међу оне које је Мухамед послао током експедиције у Автас. Две године касније постављен је за једног од гувернера Јемена, где је остао до калифата Ебу Бекра, коме се придружио у борби против локалног вође покрета рида (лит. отпадништва).

## Током Мухамедовог периода
Био је присутан током експедиције Дат ел Рике. Неки научници тврде да се експедиција одвијала у Неџду (велико подручје висоравни на Арапском полуострву) у Раби Ат Тани или Џумада Ел Ула, 4 Г.Х (или почетак 5 АХ). Они своју став образлажу тврдњом да је стратешки било потребно спровести овај поход како би угушили бунтовне бедуине да би се задовољиле потребе договорене сусретом са политеистима, тј. Мањом бредарском битком у Шабану, 4 Г.Х.(године од хиџре) Мухамед је примио вест да су се одређена племена Бану Гатафана окупила у Дат ел Рики са сумњивим наменама.
Мухамед је кренуо према Неџду на челу 400 или 700 људи, након што је дао мандат Абу Дару - у Омејадској верзији, поглавар Омајада: Осман бин Афан је добио ову част - да разреши овај посао током његовог одсуства из Медине. Муслимански борци су продрли дубоко у њихову земљу док нису стигли до места званог Нахла, где су наишли на неке бедуине из племена Гатфан.
Међутим, најоверније према мишљењу "Саифур Рахман ел Мубаракпурија" догодило се то да се поход Дат Ар Рика одиграо након пада Хаибара (а не као део инвазије на Неџд). Томе у прилог говори и чињеница да су Абу Хураира и Абу Муса Ашаари били сведоци битке. Абу Хураира је прихватио ислам само неколико дана пре Хаибара, а Абу Муса Ел Ашари се вратио из Абисиније (Етиопија) и придружио се Мухамеду у Хаибару. Правила која се односе на молитву страха коју је Мухамед опажао током похода Дат Ар Рика откривена су током инвазије на Асфан, а ови научници кажу да се десила након Ел Хандака (битка за ров).

## Након калифата Ебу Бекра
Именовања Абу Муса за управитеља Басре и Куфе извршена су за време калифата Омара и Османа, али тачни датуми и околности нису јасни. Међутим, током периода када је био управитељ једног или другог од два муслиманска гарнизонска града у Ираку, Абу Муса се често спомиње у вези са раним муслиманским освајањем Сасанидског царства. У бици за Тостар (642) истакао се као војни заповедник. Персијски заповедник Хормузан повукао је своје снаге у утврђени град Тостар. Међу муслиманским снагама били су посвећени ветерани попут Амара ибн Јасира, Ел Бара ибн Малика ел Ансарија и његовог брата Анаса, Маџра ел Бакрија и Саламеха ибн Раџае. Омар је именовао Абу Мусу за заповедника војске. Тосар је било немогуће заузети,  било је и неколико не успешних покушаја да се пробију зидине града. Срећом, персијски бранилац је отворио градске капије изнутра, отварајући тиме пут за војску Абу Мусе.
Када је Басра основана током Омарове владавине,он је почео да гради канале за снабдевање водом за пиће и за наводњавање. Ел Табари извештава да је Утба ибн Газван изградио први канал од реке Тар до места Басра када је град био у фази планирања. Након што је град изграђен, Омар је поставио Абу Муса ел Ашарија за првог гувернера. Ел Ашари је владао у периоду 17-29 / 638-650. Започео је изградњу два важна канала који су повезивали Басру и реку Тигар. То су биле река Ел Убула и река Макил. Два канала су била основа за развој пољопривреде за цео регион Басре и користили се за пијаћу воду. Омар је такође осмислио политику обрађивања неплодне земље додељивањем такве земље онима који су се обавезали да је обрађују. Ова политика наставила се током периода Омејада и резултирала је обрађивањем великих површина неплодних земаља изградњом иригационих канала од стране државе и појединаца.
За време калифа Османа заменио га је Абдулах ибн Амир као гувернер Басре. Није показао огорчење због своје смене, уместо тога хвалио је свог Абдулаха Ибн Амира као достојног и адекватног наследника.

## Након убиства Османа
Много је нерешених питања у вези са раздобљем растављања и грађанског рата у првој Фитни (буквално „суђење“) која је раздвојила муслиманску заједницу након убиства халифа Османа. Када је Али стигао у Куфу 656. године тражећи подршку против Аише бинт Аби Бакр и Басрана, договорено је да Абу Муса (тадашњи гувернер Куфе) позове своје поданике да не подржавају Алија и избегавају учешће у фитни. Када су његови савети одбијени и када су људи из Куфе подржали Алија, Абу Муса је био приморан да оде, а Алија га је избацио из његове дотадашње покрајине којом је управљао.
Међутим, следеће године Абу Муса је именован за арбитра (хакам) кога је изабрала Алијева странка у складу са условима договореним између Али Муавија након битке код Сифина. Постоји много историјских верзија исхода арбитражног суда. Према академском истраживању које је спровео Халид Кабир Алал са Универзитета у Алжиру, најактивнија верзија је да су и Абу Муса и Амр ибн ел Ас, арбитар кога је именовао Муавија I, одлучили да Муавија буде свргнут и о судбини Османових убица одлучи преостали део Десетог обећаног раја.
Након тога је Абу Муса умро у Меки, а неки кажу и у Куфи.  За његову смрт дат је низ различитих датума, а најчешћи су 662. и 672.

## Доприноси исламском учењу
Упркос репутацији Абу Мусе као војника и политичара, такође је похваљен због лепог рецитовања Курана, а он је повезан са једном од раних верзија (машахеф), која је замењена од стране Османа рецензијама. Неке од верзија цитата Абу Мусе су сачуване.  Такође је био угледни факих и био је цењен међу водећим судијама у раној историји муслимана. Људи су говорили: "Судије у овом умету су четири: Омар, Али ибн Аби Талиб, Абу Муса и Зајд ибн Табит." Абу Муса је такође приписано да је говори бројне хадисе, као и да је предак оснивача теолошке школе у Ашарију у оквиру ислама, Абу ел Хасан ел Ашарија (ум.935).

### Хадиси које је пренео
Абу Муса ел Ашари је известио да је Мухамед рекао: "Када умре син Алаховог слуге, Алах каже анђелима:" Јеси ли узео сина слуге мог? " Кажу: 'Да. "Онда Алах каже:" Јеси ли узео плод његовог срца? " Кажу: 'Да'. Алах каже: "Шта је рекао мој слуга?" Кажу: 'Похвалио те је и рекао, Алах је једини, а његов Посланик је Мухамед (сигурно да Алаху припадамо и Њему ћемо се вратити). Тада Алах каже: „Саградите кућу за мог слугу у Џенету и назовите је хвале вредном кућом.“ „Од Тирмизија, Муснада Ахмеда ибн Хабана.